# Service de dépannage

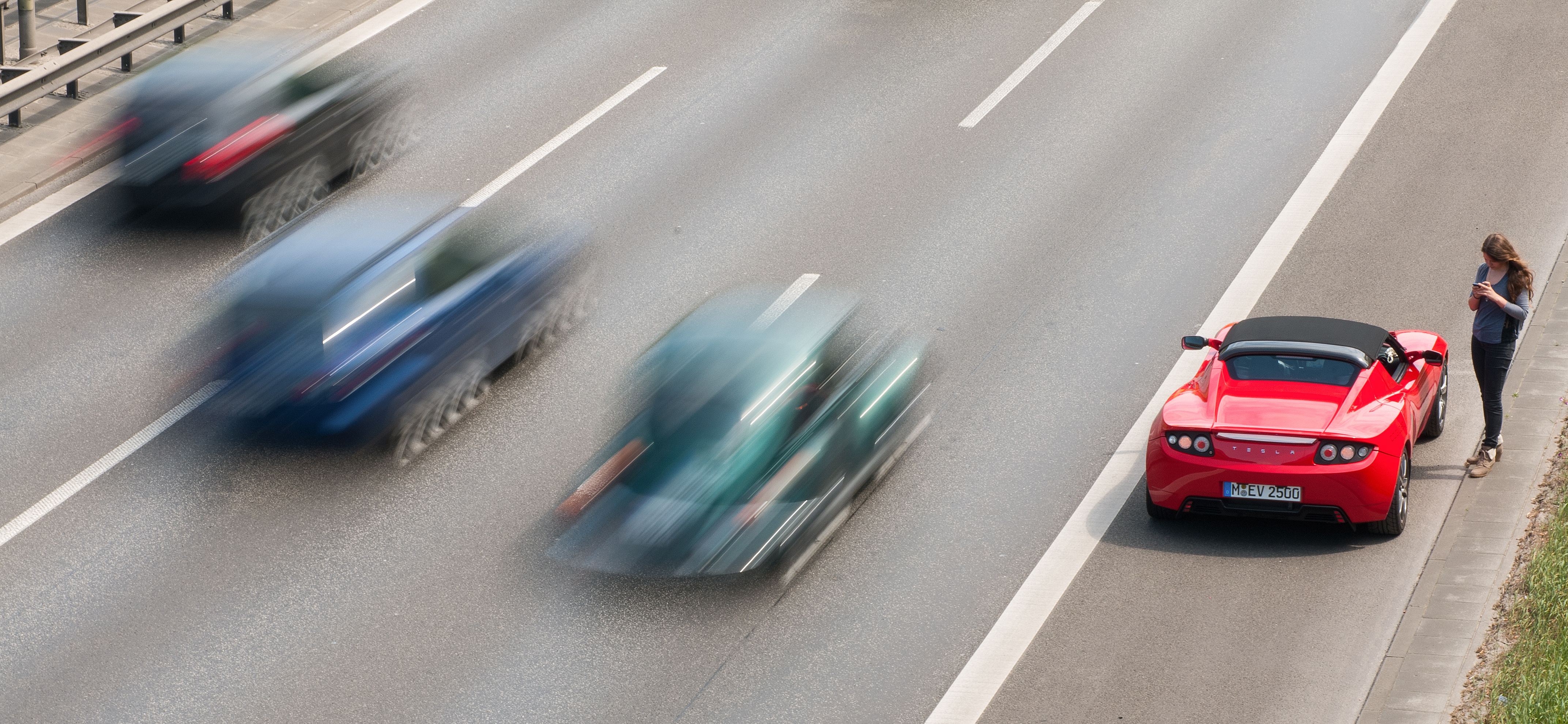
Automobiliste faisant appel à un service de dépannage pour une Tesla Roadster en panne sur une autoroute.

Un service de dépannage (aussi appelé « service après-vente ») est une structure permettant de résoudre des incidents soumis par les utilisateurs.
Selon le type de problème, il existe différents types de services de dépannage :
- Service de dépannage et remorquage pour véhicule.
- Le centre d'assistance (helpdesk en anglais), qui correspond à un service d'assistance destiné à tous types d'utilisateurs d'un service. Par exemple, tous les fournisseurs d'accès à Internet disposent d'un centre assistance.
- Le dépannage à domicile, qui en France est assimilé au service à la personne[1]. Il concerne en général les métiers du bâtiment (plomberie, serrurerie, chaufferie, vitrerie), mais aussi le dépannage informatique à domicile.